# Médaille du prince Charles
La médaille du prince Charles (Prins Carl-medaljen) est une distinction suédoise créée en 1945 pour récompenser une activité humanitaire nationale ou internationale.
John Kennedy (1946), le pape Pie XII (1947) et le docteur Albert Schweitzer (1952) font partie des récipiendaires.